# Плейно (Техас)
Пле́йно (англ. Plano [ˈpleɪnoʊ]) — город в штате Техас, США. Площадь — 18550 га.
Население — 288061 чел. (2018).
По исследованием Forbes, в 2011 году Плейно признан самым безопасным городом в США (учитывая факторы уровня преступлений и дорожных аварий).

## География
Город расположен приблизительно в 27 км к северо-востоку от центра Далласа и является его пригородом.

### Климат
Плейно находится в зоне влажного субтропического климата.

## Население
По переписи населения 2010 года в городе проживало 259841 человек. По предварительным подсчётам к 2018 году население Плейно выросло до 288061 человека, что является 9 показателем среди городов штата и 69 по США.

### Расовый состав
Плейно является одним из главных мест сосредоточения в Техасе (наряду с Хьюстоном) американцев китайского происхождения. В 2010 году здесь проживало 14500 этнических китайцев.
- 66,9 % — белые
- 16,9 % — американцы азиатского происхождения
- 7,6 % — афроамериканцы
- 0,36 % — коренные американцы
- 0,1 % — потомки жителей островов Океании
- 3,86 % — другие расы
- 3 % — смешанные расы

## Экономика
В городе расположены многочисленные предприятия, среди которых завод по производству газировки Dr. Pepper.

## Города-побратимы
- Австралия: Энфилд[3]
- Россия: Иваново[3]
- Мексика: Сан-Педро-Гарса-Гарсия[3]
- Канада: Брамптон (Онтарио)[3]
- Китайская Республика: Синьчжу (Тайвань)[4]